# 酒香酵母属
酒香酵母属，常简称为布雷特（Brett），是一类无孢子形成的酵母。德克酵母属（Dekkera）则是其孢子形式。其细胞形态主要为卵形或香肠形。在高糖有氧环境下，酒香酵母能产生大量乙酸。
在野外，酒香酵母常生活于水果表皮上。1904年，N·耶尔特·克劳森（N. Hjelte Claussen）在嘉士伯酿酒厂发现了首个酒香酵母——克劳森酒香酵母（Brettanomyces claussenii）。 
酒香酵母在酿酒过程中十分重要。如酿造葡萄酒时，酒香酵母可以转换为4-乙基苯酚、4-乙基愈创木酚等挥发性物质，会给葡葡酒带来辛香味、烟熏味、马味等不宜人的气味，从而影响葡萄酒的质量。不过酒香酵母对二氧化硫十分敏感，一般酿酒厂会用二氧化硫来有效抑制酒香酵母的繁殖。
而在酿造啤酒时，一般也会把由酒香酵母造成的气味看作是对啤酒质量的陨害。但对于拉比克等一些比利时传统啤酒而言，这些气味反倒是其特色。

## 物种
- 异酒香酵母（B. anomalus ）
- 布鲁塞尔酒香酵母（B. bruxellensis）
- 克劳森酒香酵母（B. claussenii）
- 班图酒香酵母（B. custersianus）
- 纳氏酒香酵母（B. naardenensis）
- 南斯酒香酵母（B. nanus）